# 厚德路 (上海)
厚德路是中國上海市虹口区中南部一条东西向的马路，全长仅94米。该路20世纪初兴筑，最初为北四川路东侧的两条里弄之间的弄堂，并正对北四川路西侧的厚德里。后来因邢家桥南路向西延伸至该里弄，车辆与行人也逐渐增多，遂改名为厚德路。